# Isaiah Wilkins
Isaiah Langston Wilkins (Atlanta, 23 settembre 1995) è un ex cestista e allenatore di pallacanestro statunitense.